# Polonismus
Polonismus – jazykový prostředek přejatý do jiného jazyka z polštiny nebo podle polštiny v něm vytvořený, v češtině např. slova bryčka, mazurka, hulán, tklivý, bazanovec aj.
- něm. Gurke – od pol. ogórka